# Afatinib
Afatinib (zugelassen als Giotrif; Hersteller: Boehringer Ingelheim) ist ein Wirkstoff aus der Gruppe der Tyrosinkinase-Inhibitoren, der in der Behandlung von metastasiertem nicht-kleinzelligen Lungenkrebs eingesetzt wird.

## Klinische Angaben

### Anwendungsgebiete (Indikationen)
Afatinib ist ein von der FDA 2013 zugelassener Wirkstoff zur Behandlung bei erwachsenen Patienten mit lokal fortgeschrittenem und/oder metastasiertem nicht-kleinzelligen Bronchialkarzinom (NSCLC = non small cell lung carcinoma) mit aktivierenden EGFR-Mutationen. Dabei muss vorher ein Test auf EGFR-Mutationen positiv ausfallen.
Eine Verwendung in der Therapie von Brustkrebs und Plattenepithelkarzinomen des Kopfes und Halses (SCCHN = squamous cell carcinoma of head and neck) wird untersucht.

### Art und Dauer der Anwendung
Die Tabletten werden peroral einmal täglich nüchtern eingenommen. Afatinib soll nicht gemeinsam mit Nahrung eingenommen werden; d. h. mindestens 3 Stunden vor und mindestens 1 Stunde nach Einnahme dieses Arzneimittels sollte keine Nahrung zu sich genommen werden.

### Gegenanzeigen (Kontraindikationen)
Bei Patienten mit schwerer Beeinträchtigung der Nieren- und Leberfunktion wird die Therapie nicht empfohlen, evtl. Dosisanpassung.

### Wechselwirkungen mit anderen Medikamenten
Die gleichzeitige Behandlung mit starken P-Glykoprotein-Induktoren können die Afatinib-Plasmaspiegel verringern, bzw. P-Glykoprotein-Inhibitoren erhöhen.

### Anwendung während Schwangerschaft und Stillzeit
Der Wirkstoff ist in der Schwangerschaft und Stillzeit kontraindiziert.

### Unerwünschte Wirkungen (Nebenwirkungen)
Die häufigsten Nebenwirkungen, die auftreten können, sind Diarrhö, Stomatitis, Paronychie, verminderter Appetit, Geschmacksstörung und Hautausschläge. Bei mit 40 mg Afatinib behandelten Patienten können Anstiege der Konzentrationen von Leberenzymen wie ALAT oder ASAT beobachtet werden, wobei diese meist vorübergehend sind.

## Pharmakologische Eigenschaften

### Wirkungsmechanismus (Pharmakodynamik)
Afatinib ist ein starker und selektiver Inhibitor der ErbB-Familie von Rezeptortyrosinkinasen, bindet als Michael-Akzeptor über Cys-Rest des EGFR an alle von den Mitgliedern der Erb-B-Familie EGFR (ErbB1), HER2 (ErbB2), ErbB3 und ErbB4 gebildeten Homo- und Heterodimere und blockiert irreversibel die Signaltransduktion über diese Rezeptoren.

### Aufnahme und Verteilung im Körper (Pharmakokinetik)
Afatinib bindet in vitro 95 % an menschliche Plasmaproteine, sowohl kovalent als auch nicht kovalent. Die Elimination erfolgt über den Stuhl. Die Plasmahalbwertszeit beträgt etwa 37 Stunden. Der LogP-Wert beträgt 1,569.

## Sonstige Informationen
Afatinib kann das Reaktionsvermögen beeinträchtigen, insbesondere wenn zusätzlich Alkohol getrunken wird.

### Reaktivitätsanalytik
Zur qualitativen Analyse erfolgt der Nachweis auf tertiäre Amine durch Alkylierung mittels Alkylhalogeniden oder auf Doppelbindungen mit der Baeyer-Probe. Zur quantitativen Analyse eignet sich aufgrund der basischen tertiären Amine eine alkalimetrische Titration.

### FT-IR
FT-IR: (cm−1): 3547.4, 2980.2, 2947.8, 2865.7, 2774, 1673.1, 1626.9, 1575.8, 1536.1, 1500.1, 1455.7, 1430.5, 1397.0, 1233.4, 1147.1, 981.9, 852.1, 778.5, 660.9.

### Massenspektroskopie
Lösungsmittel: Methanol.
Afatinib ist beim Peak 486 m/z und 488 m/z zu finden.

## Frühe Nutzenbewertung
In Deutschland müssen seit 2011 neu zugelassene Medikamente mit neuen Wirkstoffen gemäß § 35a SGB V einer „frühen Nutzenbewertung“ durch den Gemeinsamen Bundesausschuss (G-BA) unterzogen werden, wenn der pharmazeutische Hersteller einen höheren Verkaufspreis als nur den Festbetrag erzielen möchte. Nur wenn ein Zusatznutzen besteht, kann der Arzneimittelhersteller mit dem Spitzenverband der gesetzlichen Krankenkassen einen Preis aushandeln. Die Dossierbewertungen, auf deren Basis der G-BA seine Beschlüsse fasst, erstellt das Institut für Qualität und Wirtschaftlichkeit im Gesundheitswesen (IQWiG).
Der erste G-BA-Beschluss vom 8. Mai 2014 wurde durch ein weiteres Nutzenbewertungsverfahren aufgehoben. 2015 wurde der Zusatznutzen von Afatinib zur Behandlung EGFR-TKI-naiver Erwachsener mit lokal fortgeschrittenem und/oder metastasiertem nicht-kleinzelligen Lungenkarzinom (NSCLC) mit aktivierenden EGFR-Mutationen bewertet. Gemäß G-BA-Beschluss gibt es einzig für nicht vorbehandelte Patienten mit ECOG-Performance-Status 0 oder 1 und der EGFR-Mutation Del19 gegenüber der zweckmäßigen Vergleichstherapie Cisplatin plus Pemetrexed einen Hinweis auf einen erheblichen Zusatznutzen. Für andere EGFR-Mutationen, für Betroffene mit ECOG-Performance-Status 2 sowie nach Vorbehandlung mit einer Platin-basierten Chemotherapie ist ein Zusatznutzen ist nicht belegt. 2016 wurde nach einer Erweiterung des Anwendungsgebiets Afatinib zur Behandlung von lokal fortgeschrittenem oder metastasiertem NSCLC mit Plattenepithel-Histologie, das unter oder nach Platin-basierter Chemotherapie fortschreitet, mit Docetaxel bzw. Best Supportive Care verglichen.
Gemäß G-BA-Beschluss ist ein Zusatznutzen für diese Patienten nicht belegt.